# Clavatulidae
Clavatulidae é uma família de gastrópodes da ordem Hypsogastropoda.

## gêneros
Gêneros na família Clavatulidae incluem:
- Benthoclionella  Kilburn, 1974
- Caliendrula Kilburn, 1985
- Clavatula Lamarck, 1801
- Clionella Gray, 1847
- †Hemisurcula Casey, 1904
- Makiyamaia Kuroda, 1961
- †Orthosurcula T. L. Casey, 1904
- Pagodaturris Kantor, Fedosov & Puillandre, 2018
- Paraclavatula Kantor, Horro, Rolán & Puillandre, 2018
- Perrona Schumacher, 1817
- Pusionella Gray, 1847
- Scaevatula Gofas, 1990
- Tomellana Wenz, 1943
- Toxiclionella Powell, 1966
- Trachydrillia Nolf & Swinnen, 2010
- Turricula Schumacher, 1817

Gêneros movidos para outras famílias
- Danilacarina Bozzetti, 1997, movido para Cochlespiridae
- Iwaoa Kuroda, 1953, movido para Horaiclavidae

Gêneros trazidas para a sinonímia
- Melatoma Swainson, 1840: sinônimo de Clionella Gray, 1847
- Netrum Philippi, 1850: sinônimo de Pusionella Gray, 1847
- Surcula H. Adams & A. Adams, 1853: sinônimo de Turricula Schumacher, 1817
- Tomella Swainson, 1840: sinônimo de Tomellana Wenz, 1943
- †Trachelochetus Cossmann, 1889:[4] sinônimo de †Clavatula (Trachelochetus) Cossmann, 1889 representado como Clavatula Lamarck, 1801
- Tyrrhenoturris Coen, 1929: sinônimo de Fusiturris Thiele, 1929